# Rum Millet

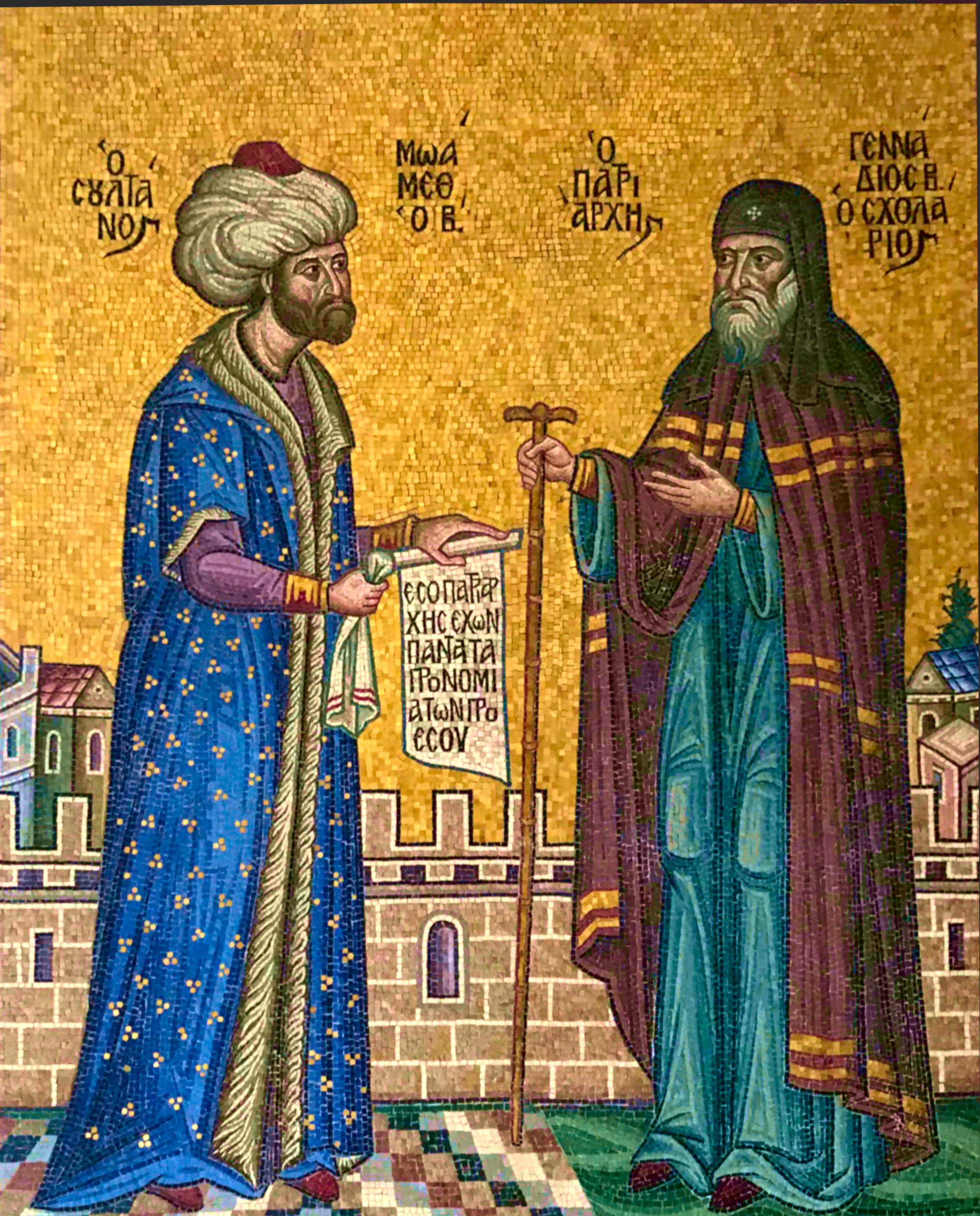
El Sultán Mehmed II y el Patriarca Gennadios II. Mehmed II permitió que el Patriarcado Ecuménico permaneciera activo después de la caída de Constantinopla en 1453

Rūm millet (millet-i Rûm), o «nación romana», era el nombre de la  comunidad cristiana ortodoxa oriental en el Imperio Otomano. A pesar de haber sido subordinada dentro del sistema político otomano, la comunidad mantuvo cierta autonomía interna.

## Establecimiento y desarrollo

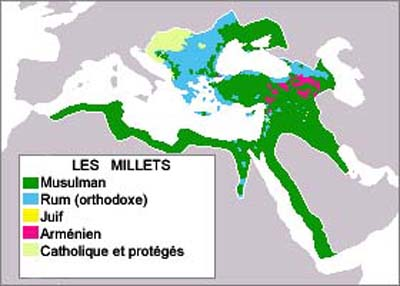
Grupos religiosos en el Imperio Otomano (de arriba a abajo, musulmanes, rum-cristianos ortodoxos, judíos, cristianismo armenio, catolicismo)

Tras la caída de Constantinopla ante el Imperio Otomano en 1453, los cristianos ortodoxos fueron tratados como una clase social inferior. El «Rūm millet» fue instituido por el sultán Mehmet II [cita requerida], quien se propuso reorganizar el estado como el heredero consciente del  Imperio Romano de Oriente. La congregación ortodoxa fue incluida en una comunidad étnico-religiosa específica bajo la dominación «greco-bizantina». Su nombre se derivó de los antiguos súbditos romanos orientales, también bizantinos, del Imperio Otomano, pero todos los griegos ortodoxos,  búlgaros,  albaneses,  valacos y  serbios, así como georgianos y árabes cristianos, se consideraron parte del mismo «Rūm millet» a pesar de sus diferencias étnicas y lingüísticas. Pertenecer a esta comunidad ortodoxa se hizo más importante para la gente común que sus orígenes étnicos. Esta comunidad se convirtió en una forma básica de organización social y fuente de identidad para todos los grupos étnicos dentro de ella y la mayoría de la gente comenzó a identificarse simplemente como «cristianos». Sin embargo, bajo el dominio otomano, los etnónimos nunca desaparecieron, lo que indica que se conservaba alguna forma de identificación étnica. Esto es evidente a partir del Firman de un sultán de 1680 que enumera los grupos étnicos en las tierras balcánicas del Imperio de la siguiente manera: griegos, albaneses, serbios, valacos y búlgaros.
A los cristianos se les garantizaban algunas libertades limitadas, pero no se los consideraba iguales a los musulmanes, y sus prácticas religiosas tendrían que diferir de las de los musulmanes, además de otras limitaciones legales. El  Patriarca Ecuménico de Constantinopla fue reconocido como el máximo líder religioso y político, o etnarca , de todos los súbditos ortodoxos. El Patriarcado Serbio de Peć y el Arzobispado búlgaro de Ohrid, que eran Iglesias Ortodoxas Orientales autónomas bajo la tutela del Patriarca Ecuménico, fueron tomados por el griego Phanariotes durante el siglo XVIII. El Tratado de Küçük Kaynarca, con validez desde 1774, permitió a Rusia intervenir del lado de los otomanos ortodoxos orientales, y la mayoría de las herramientas políticas de presión de la Sublime Puerta se volvieron ineficaces. En ese momento, el Rum Millet tenía un gran poder: estableció sus propias leyes y recolectó y distribuyó sus propios impuestos. El ascenso del nacionalismo en Europa bajo la influencia de la Revolución Francesa se había extendido al Imperio Otomano y el Rum Millet se hizo cada vez más independiente con el establecimiento de sus propias escuelas, iglesias, hospitales y otras instalaciones. Estas actividades movieron efectivamente a la población cristiana fuera del marco del sistema político otomano.

## El ascenso del nacionalismo y el declive
A principios del siglo XIX, los intelectuales ortodoxos griegos intentaron reconceptualizar el Rum Millet. Argumentaban por una nueva identidad nacional étnica «romaní» y un nuevo estado bizantino, pero sus visiones de un estado futuro incluían a todos los cristianos ortodoxos de los  Balcanes. Esta «idea Megali» implicaba el objetivo de revivir el Imperio Romano de Oriente mediante el establecimiento de un nuevo estado griego. Se extendió entre la población urbana de origen valaco, eslavo y albanés y comenzaron a verse cada vez más como griegos. Por otro lado, las reformas otomanas de Tanzimat a mediados del siglo XIX apuntaban a alentar el otomanismo entre las naciones secesionistas y detener los movimientos nacionalistas dentro del Imperio, pero no tuvo éxito. Con el surgimiento del nacionalismo bajo el Imperio Otomano, el «Rūm millet» comenzó a degradarse con la identificación continua del credo religioso con la nacionalidad étnica. El despertar nacional de cada grupo étnico dentro de él fue complejo y la mayoría de los grupos interactuaron entre sí. El exarcado búlgaro reconocido por los otomanos en 1870 fue solo un eslabón en una serie de eventos posteriores a la declaración unilateral de una Iglesia ortodoxa autocéfala de Grecia en 1833 y de Rumanía en 1865. La  Guerra ruso turca propinó un golpe decisivo al poder otomano en la península de los Balcanes. La Iglesia ortodoxa serbia también se convirtió en autocéfala en 1879. El miedo de los albaneses a que las tierras que habitan se repartieran entre los países vecinos de Montenegro, Serbia, Bulgaria y Grecia impulsó el ascenso del nacionalismo albanés y se fundó la Liga de Prizren. El reconocimiento de  vlachs como un «millet» distinto en el Imperio Otomano en 1905 fue la gota que colmó el vaso en esta competencia nacionalista de los Balcanes. Como resultado, las intensas rivalidades étnicas y nacionales entre los pueblos de los Balcanes surgieron en la víspera del siglo XX en  Macedonia. Esto fue seguido por una serie de conflictos entre los griegos (Grecomans), serbios (Serbomans), búlgaros (Bulgarófilos) y valacos (rumanófilos) en la región. La Revolución de los Jóvenes Turcos de 1908 restauró el Parlamento, que había sido suspendido por el Sultán en 1878. Sin embargo, el proceso de suplantación de las instituciones monárquicas no tuvo éxito y la periferia europea del Imperio continuó astillándose bajo las presiones de las revueltas locales. Posteriormente, con las Guerras de los Balcanes, el Imperio Otomano perdió prácticamente todas sus posesiones en esta zona, lo que puso fin de facto a la comunidad del Rum millet.